# María Isabel Molina

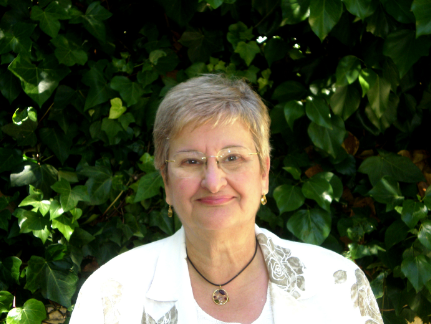

María Isabel Molina Llorente' (Madrid, 1941), es una escritora de nacionalidad española, ganadora de varios premios de Cuento y de Novela, el Premio Ciudad de Trento y el premio CCEI. Su novela Balada de un castellano fue incluida en la lista de honor del IBBY del año 1974. Ha cultivado principalmente los géneros de literatura juvenil y literatura histórica.
También causó un gran impacto entre los leoneses al decir en su libro El herrero de la luna llena que "Castillas fue un reino".

## Trayectoria
Cursó estudios de perito mercantil, al término de los cuales desempeñó tareas de administración, trabajando posteriormente en una librería. 
Comenzó su relación con el mundo de la literatura a principios de los años sesenta cultivando la novela histórica y biográfica.
Ha publicado relatos breves en revistas dedicadas al público infantil y juvenil. Ha colaborado en diversos programas de televisión.
La obra Balada de un castellano (Madrid: Doncel, 1970) fue seleccionada en el VI Simposio sobre literatura Infantil y lectura, organizado por la Fundación Germán Sánchez Ruipérez, en junio de 2000 como una de las cien obras de la Literatura Infantil española del siglo XX.